# Stane Street (Chichester)
Stane Street je moderní název důležité starověké římské silnice v Anglii, která vedla z Londýna do 90 km vzdáleného římského města zvaného Noviomagus Reginorum neboli Regnentium, jemuž Sasové později dali jméno Chichester.
Přesné datum vybudování silnice zůstává nejisté, nicméně z archeologických nálezů z její blízkosti vyplývá, že byla používána pravděpodobně už v prvním desetiletí římské okupace Británie (nejspíše v letech 43-53) a s jistotou se po ní jezdilo v roce 70.

## Trasa

### Z Londýna do Chichesteru
Stane Street byla jednou ze šesti římských dlážděných silnic, které vedly z Londýna. Směřovala na jihozápad přes Ewell a místo ležící jižně od pozdějšího Epsomu až do vojenské základny v Chichesteru.
Stane Street názorně ukazuje zásady, podle kterých Římané silnice budovali. Kdyby cestu z London Bridge do Chichesteru vedli po přímce, musela by překonávat křídové kopce North Downs a South Downs na jihovýchodě Anglie i strmé svahy Greensand Ridge, proto využili údolí, které v North Downs vyhloubila řeka Mole, jeden z přítoků Temže. Potom zamířili na východ od kopce Leith Hill a pokračovali po už rovnějším terénu v údolí řeky Arun do vesnice Pulborough.
Zcela rovně vedla cesta pouze v nejsevernějších 12,5 kilometrech z Londýna do Ewellu, ale celá silnice se od přímé čáry spojující London Bridge a Chichester nikde neodchyluje o více než 10 km.

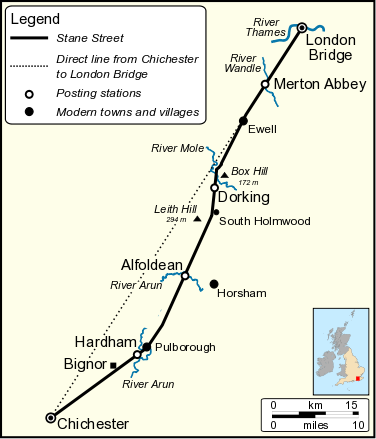
Mapa Stane Street. London Bridge a Chichester jsou spojeny přímkou, vedle je vyznačena skutečná trasa silnice spolu s místy, kde stála Bignor Villa a čtyři stanice (dvě na severu jsou pouze předpokládané). Dále jsou zde tři větší řeky zakreslené tak, aby bylo vidět, kde silnici přetínají v současné době.

Římané cesty v Británii budovali hned od roku 43. Usnadňovaly jim jak dobývání území, tak potom správu provincie. Především měly sloužit Cursus Publicus, císařské poštovní službě. Expresní poslové dokázali absolvovat až 150 mil za den díky tomu, že střídali koně na stanicích rozmístěných na hlavních silnicích vždy po 8 mílích a mohli přenocovat v hostincích, postavených 20 až 25 mil od sebe. Kromě toho byly silnice důležitými obchodními trasami a vznikaly kolem nich osady. Cestovali po nich také poutníci a potulní řemeslníci.

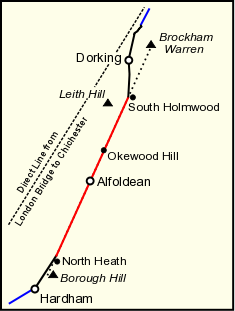
Mapa nejdelšího rovného úseku, který byl mezi South Holmwood a North Heath

### Účel výstavby
Původně byla Stane Street postavena jako vojenská silnice, ale později se po ní dopravovala do Londýna keramika (z Farnhamu), mlýnské kameny (z Lodsworthu) a surové železo a stavební dříví (z Wealdu). Z Londýna se naopak vozil olej, víno, plody moře a kvalitní řecká keramika.

### V moderní době
Starověkou římskou cestu lze snadno sledovat na moderních mapách. Značnou část její trasy kopírují silnice A3, A24, A29 a A285; přes hrabství Surrey však vedou cesty většinou jinudy nebo se na starověké trase zachovaly pouze stezky pro koně. Zemní práce spojené s římskou silnicí lze stále vidět na mnoha místech, kde starověkou cestu nepřekryly moderní silnice, a dobře zachovalý úsek od Mickleham Downs po Thirty Acres Barn ve vesnici Ashtead je zapsán na seznamu chráněných památek.

## Etymologie
Stane je stará podoba slova "stone" (ve staré norštině steinn). V názvech se toto slovo běžně používalo, aby se dlážděné cesty vybudované Římany odlišily od prašných či blátivých cest místních obyvatel.
Název silnice je poprvé zaznamenán v podobě Stanstret už v roce 1270 v kopii smlouvy Feet of Fines. Moderní podoba Stone Street se používá od středověku. Žádný záznam o tom, jak se silnice jmenovala za Římanů, se nedochoval.

## Starověk
Při silnici byla nalezena řada úlomků keramiky a mincí z 1. století, včetně terra sigillata z doby císaře Claudia v Pulborough. Nejstarší nalezené mince nesou portréty císaře Claudia (41–54), ale jsou na nich i Nero, Vespasianus, Titus, Domitianus a Nerva (96-98).

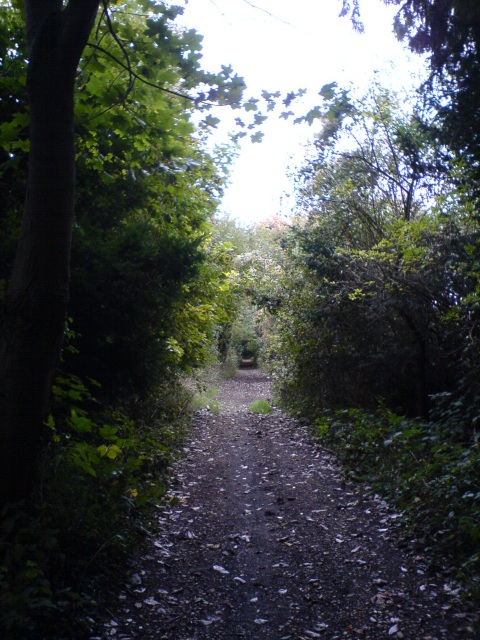
Stane Street, rovný úsek římské silnice

### Konstrukce, materiál
Průměrná šířka této dlážděné cesty je 7,4 metru neboli 25 římských pedes. Je tedy širší než průměrných 6,51 metru (22 pedes) u ostatních římských cest v Británii. Celková vzdálenost obou vnějších příkopů, které lze v South Downs stále ještě vidět na leteckých fotografiích, se rovná 25,6 metru (86 pedes).
Úseky silnice, které se na několika místech podařilo vykopat, dokládají použití celé řady místních materiálů. Násep často byl ze střídaných vrstev písku a štěrku, dlážděných velkými pazourky nebo pískovci, na kterých ležely menší křemeny nebo písek a štěrk. Jeho vrstva zpravidla dosahovala asi 30 centimetrů. Vozovka byla směrem ke středu cesty vyklenutá.

### Stanice
Podél Stane Street jsou známy dvě stanice, kde poštovní poslové střídali koně a cestovatelé si mohli odpočinout. Jsou v Alfoldean a Hardham.
Obvykle šlo o opevněná místa ve tvaru obdélníku, s plochou přibližně 1 ha (2,5 akrů). Na stanici v Alfoldeanu proběhly vykopávky na místě, které leží jižně od řeky Arun, částečně do něj zasahuje moderní silnice A29. Byly nalezeny zbytky dvoupodlažního mansia s nádvořím a mnoho dalších staveb. Bylo chráněno mohutnými hradbami a příkopy širokými i hlubokými čtyři metry. Podle nalezené keramiky bylo zařazeno do doby kolem roku 90. Příkopy byly zasypány v polovině 3. století. Pravděpodobně šlo o správní a daňové středisko zpracování železa. Západní strana stanice Hardham byla zničena při stavbě železnice Pulborough na Midhurst, ale většina se zachovala, včetně severní a jižní brány.

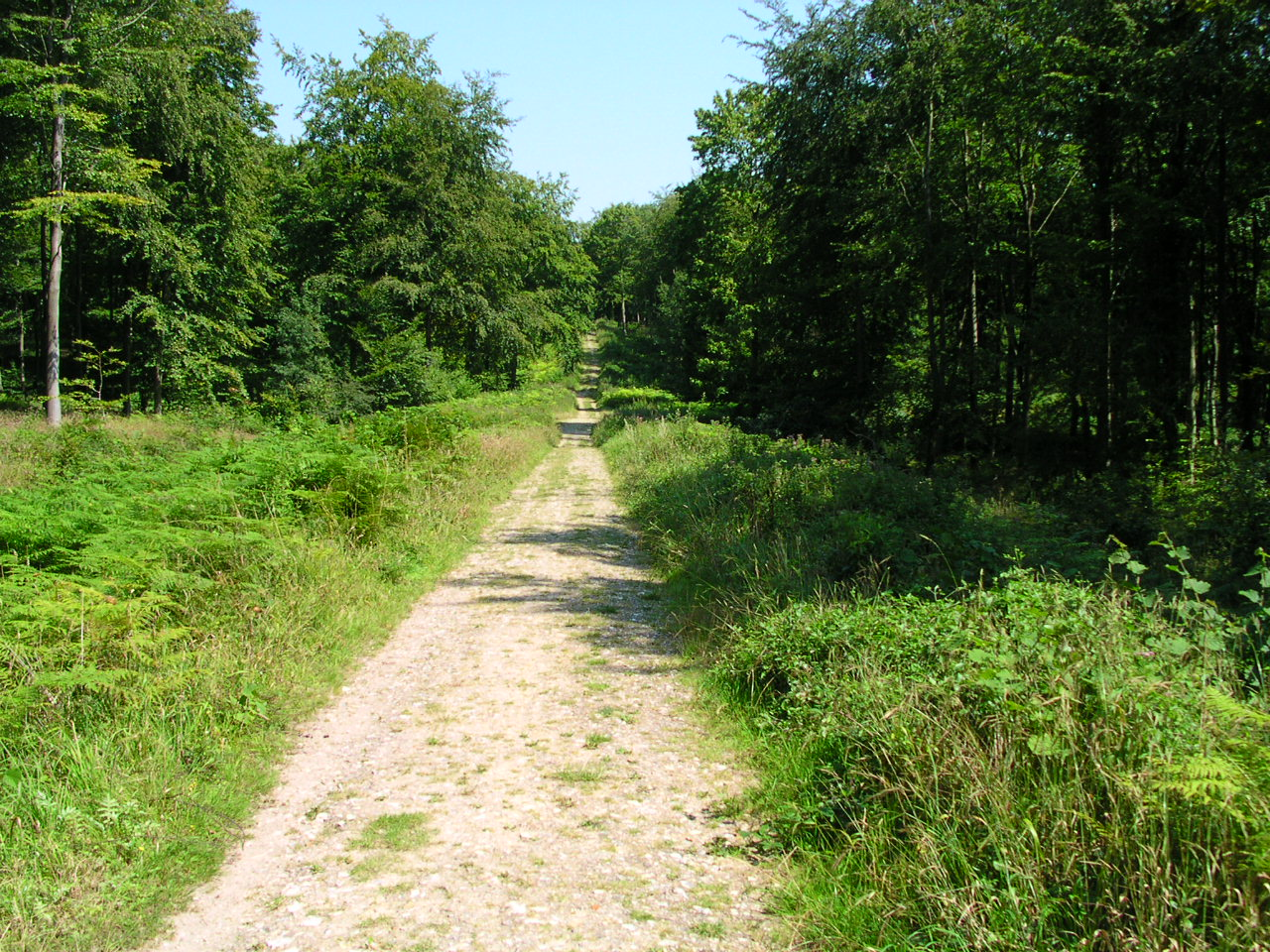
Stane Street v Eartham Woods

### Některé z navazujících silnic
Na Stane Street navazovalo hned několik cest, například cesta mezi Londýnem a Brightonem se od Stane Street oddělila v londýnském parku Kennington Park, procházela přes Croydon, Godstone, Haywards Heath a Burgess Hill a South Downs překonala ve vesnici Clayton.
Z vesnice Rowhook zase vedla silnice na severozápad do vesničky Farley Heath na úpatí North Downs, stál římský chrám, jinou z římských cest navazujících na Stane Street je Sussex Greensand Way.